# Championnat d'Espagne masculin de handball
Le Championnat d'Espagne masculin de handball ou Liga ASOBAL, est la compétition nationale des clubs de handball en Espagne. Elle est organisée depuis 1990 par l'ASOBAL (l'association des clubs espagnols de handball) et fait suite aux championnats d'Espagne organisés entre 1958 et 1990 par la Fédération royale espagnole de handball.
Vainqueur en 2024 de son 31e championnat (le 14e consécutif), le FC Barcelone est le club le plus titré.

## Histoire

### LaPrimera División Nacionalet laDivisión de Honor
De 1952 à 1959, il n'existant pas de championnat national à proprement parler, mais chaque communauté autonome organisait son propre championnat, et au mois de mars, les meilleures équipes de ces différents championnats s’affrontaient à Madrid pour désigner le club champion.
Cette première forme de championnat se nommait Primera División Nacional et, en 1952, elle rassemblait dix équipes dont trois équipes de la communauté de Madrid, deux équipes de la Communauté valencienne, deux équipes de Catalogne et une équipe d'Aragon, de Galice et d'Andalousie. En 1958, ce sont quatorze équipes qui se retrouvent pour la finale avec deux nouvelles communautés autonomes, les Îles Baléares et le Pays basque, qui viennent s'ajouter avec celles de 1952.
L’organisation de la phase à Madrid est même changée puisqu'on rajoute des phases de poules alors qu'il n'y avait que la phase finale en 1958.
C'est pour cela qu'un championnat d'Espagne commun est créé en 1959 sous le nom de División de Honor. La Fédération royale espagnole de handball est l'organisatrice de cette compétition dont les débuts sont dominés par le BM Granollers (13 titres jusqu'en 1974) et l'Atlético de Madrid (11 titres) puis par le FC Barcelone (8 titres dont 6 entre 1980 et 1990).

### La Liga ASOBAL

Logo avant 2016

En 1984 est créée  l'ASOBAL, l'ASOciación de clubes españoles de BALonmano, par 13 clubs fondateurs. À compter de la saison 1990-1991, celle-ci prend en charge l'organisation du championnat désormais appelé Liga ASOBAL. Depuis le changement d'organisateur et de nom du championnat, le FC Barcelone est le club le plus régulier, étant principalement concurrencé par Teka Santander de Talant Dujshebaev dans les années 1990, Portland San Antonio de Jackson Richardson (2 titres) entre 1998 et 2007 et enfin le BM Ciudad Real de Didier Dinart (5 titres dont 4 consécutifs entre 2007 et 2010).
La crise économique de 2008 a fortement touché l'Espagne et par conséquent les clubs du championnat. Ainsi, les derniers grands rivaux du FC Barcelone ont disparu : le Teka Santander disparaît en 2008, suivi en 2013 du Portland San Antonio et du BM Ciudad Real (devenu BM Atlético de Madrid deux ans plus tôt pour parer, déjà, à des problèmes financiers) et en 2014 du BM Valladolid, auxquels on peut ajouter le SD Itxako chez les femmes. Par conséquent, le niveau sportif du championnat a très fortement diminué, au point d'être dorénavant essentiellement formé de clubs amateurs.
Par conséquent, le FC Barcelone se retrouve sans rival et remporte l'ensemble des compétitions nationales (Championnat, Coupe du Roi, Coupe ASOBAL et Supercoupe) depuis 2013. Ainsi, le 29 octobre 2016, l'équipe remporte sa 100e victoire consécutive en championnat, série qui sera interrompue après 133 victoires le 7 décembre 2017 face à Guadalajara (match nul 26-26).
En 2020, comme dans le reste du monde, le championnat espagnol est arrếté à cause de la pandémie de Covid-19 et la Fédération royale espagnole de handball (RFEBM) a définitivement statué que le FC Barcelone, une nouvelle fois invaincu, est champion 2020.
Au terme de la 2023-2024, le FC Barcelone remporte son 31e titre dans la compétition, le quatorzième consécutif, avec en moyenne un écart de 13 buts et 39 buts marqués par match.

### Clubs de l'édition2024-2025
| \| FC Barcelone Ademar León BM Granollers ADC Guadalajara Logroño La Rioja BM Ciudad Encantada BM Huesca Bidasoa Irun CB Puente Genil CD Atlético Valladolid Helvetia Anaitasuna CB Benidorm BM Nava CB Cangas BM Torrelavega CBV Aranda \| Localisation des clubs engagés dans le championnat 2024-2025 |
| FC Barcelone Ademar León BM Granollers ADC Guadalajara Logroño La Rioja BM Ciudad Encantada BM Huesca Bidasoa Irun CB Puente Genil CD Atlético Valladolid Helvetia Anaitasuna CB Benidorm BM Nava CB Cangas BM Torrelavega CBV Aranda                                                                    |

| 23-24 | Club                     | Localisation        | Salle                                        | Capacité |
| ----- | ------------------------ | ------------------- | -------------------------------------------- | -------- |
| 1     | FC Barcelone             | Barcelone           | Palau Blaugrana                              | 7 234    |
| 2     | Club Deportivo Bidasoa   | Irun                | Polideportivo Artaleku                       | 2 500    |
| 3     | BM Granollers            | Granollers          | Palais des sports de Granollers              | 6 000    |
| 4     | BM Logroño La Rioja      | Logroño             | Palais des sports de La Rioja                | 3 809    |
| 5     | CB Ademar León           | León                | Palais des sports de León                    | 6 000    |
| 6     | CB Nava                  | Nava de la Asunción | Pabellón Municipal Guerrer@s Naver@s         | 900      |
| 7     | CD Atlético Valladolid   | Valladolid          | Polideportivo Huerta del Rey                 | 3 550    |
| 8     | BM Huesca                | Huesca              | Palacio Municipal de Huesca                  | 4 900    |
| 9     | Helvetia Anaitasuna      | Pampelune           | Pavillon Anaitasuna                          | 3 000    |
| 10    | CB Benidorm              | Benidorm            | Palais des sports Liliana-Fernández-Steiner  | 3 000    |
| 11    | BM Torrebalonmano (es)   | Torrelavega         | Pabellón Vicente Trueba                      | 2 400    |
| 12    | CB Puente Genil          | Puente Genil        | Polideportivo Municipal Alcalde Miguel Salas | 900      |
| 13    | Ciudad Encantada         | Cuenca              | Pabellón Municipal El Sargal                 | 1 800    |
| 14    | Frigoríficos del Morrazo | Cangas              | Pabellón Municipal O Gatañal                 | 2 500    |
| D2    | ADC Guadalajara          | Guadalajara         | Polideportivo Municipal David Santamaría     | 2 000    |
| D2    | CB Villa Aranda          | Aranda de Duero     | Pabellón Santiago Manguán                    | 2 800    |

## Classement des championnats européens
Pour la saison 2023-2024, grâce au doublé du FC Barcelone en Ligue des champions et à la séparation des classements des trois coupes d'Europe, l'Espagne prend la tête du classement de la Ligue des champions pour la première fois depuis 2007 :
| Rang                   | Championnat       | Coeff. | Places |
| ---------------------- | ----------------- | ------ | ------ |
| 1                      | Espagne           | 230,00 | 1      |
| 2                      | Allemagne         | 170,33 | 1      |
| 3                      | France            | 134,33 | 1      |
| 4                      | Hongrie           | 132,67 | 1      |
| 5                      | Danemark          | 131,67 | 1      |
| 6                      | Pologne           | 124,33 | 1      |
| 7                      | Portugal          | 82,00  | 1      |
| 8                      | Macédoine du Nord | 80,00  | 1      |
| 9                      | Slovénie          | 78,00  | 1      |
| 10                     | Roumanie          | 66,50  | 0      |
| 11 à 50 : aucune place |                   |        |        |

| Rang                   | Championnat | Coeff. | Places |
| ---------------------- | ----------- | ------ | ------ |
| 1                      | Allemagne   | 129,33 | 4      |
| 2                      | Portugal    | 99,67  | 4      |
| 3                      | France      | 78,67  | 3      |
| 4                      | Pologne     | 77,00  | 3      |
| 5                      | Danemark    | 61,00  | 3      |
| 6                      | Croatie     | 53,00  | 3      |
| 7                      | Suède       | 47,00  | 3      |
| 8                      | Suisse      | 46,00  | 3      |
| 9                      | Espagne     | 45,33  | 3      |
| 10 à 18 : deux places  |             |        |        |
| 19 à 50 : aucune place |             |        |        |

L'évolution du classement du Championnat d'Espagne au cours des saisons est :
| Saison     | 02 | 03 | 04 | 05 | 06 | 07 | 08 | 09 | 10 | 11 | 12 | 13 | 14 | 15 | 16 | 17 | 18 | 19 | 20 | 21 | 22 |
| ---------- | -- | -- | -- | -- | -- | -- | -- | -- | -- | -- | -- | -- | -- | -- | -- | -- | -- | -- | -- | -- | -- |
| Classement | 2  | 1  | 1  | 1  | 1  | 1  | 2  | 2  | 2  | 2  | 2  | 2  | 2  | 2  | 3  | 2  | 3  | 5  | 3  | 2  | 1  |

## Palmarès
| Saison    | Champion               | Vice-champion          |
| --------- | ---------------------- | ---------------------- |
| 1951-1952 | Atlético de Madrid (1) | San Fernando de Madrid |
| 1952-1953 | Real Madrid (1)        | UA San Gervasio        |
| 1953-1954 | Atlético de Madrid (2) | FC Barcelone           |
| 1954-1955 | CD Sabadell (1)        | BM Granollers          |
| 1955-1956 | BM Granollers (1)      | Atlético de Madrid     |
| 1956-1957 | BM Granollers (2)      | CD Sabadell            |
| 1957-1958 | BM Granollers (3)      | FC Barcelone           |

| Saison    | Champion                | Vice-champion       |
| --------- | ----------------------- | ------------------- |
| 1958-1959 | BM Granollers (4)       | Atlético de Madrid  |
| 1959-1960 | BM Granollers (5)       | Obras del Puerto    |
| 1960-1961 | BM Granollers (6)       | Atlético de Madrid  |
| 1961-1962 | Atlético de Madrid (3)  | BM Granollers       |
| 1962-1963 | Atlético de Madrid (4)  | BM Granollers       |
| 1963-1964 | Atlético de Madrid (5)  | Salleko             |
| 1964-1965 | Atlético de Madrid (6)  | Salleko             |
| 1965-1966 | BM Granollers (7)       | Atlético de Madrid  |
| 1966-1967 | BM Granollers (8)       | Atlético de Madrid  |
| 1967-1968 | BM Granollers (9)       | FC Barcelone        |
| 1968-1969 | FC Barcelone (1)        | Altos Hornos        |
| 1969-1970 | BM Granollers (10)      | Atlético de Madrid  |
| 1970-1971 | BM Granollers (11)      | FC Barcelone        |
| 1971-1972 | BM Granollers (12)      | Atlético de Madrid  |
| 1972-1973 | FC Barcelone (2)        | Picadero JC         |
| 1973-1974 | BM Granollers (13)      | Atlético de Madrid  |
| 1974-1975 | CB Calpisa Alicante (1) | Atlético de Madrid  |
| 1975-1976 | CB Calpisa Alicante (2) | Atlético de Madrid  |
| 1976-1977 | CB Calpisa Alicante (3) | Atlético de Madrid  |
| 1977-1978 | CB Calpisa Alicante (3) | FC Barcelone        |
| 1978-1979 | Atlético de Madrid (7)  | CB Calpisa Alicante |
| 1979-1980 | FC Barcelone (3)        | CB Calpisa Alicante |
| 1980-1981 | Atlético de Madrid (8)  | FC Barcelone        |
| 1981-1982 | FC Barcelone (4)        | Atlético de Madrid  |
| 1982-1983 | Atlético de Madrid (9)  | FC Barcelone        |
| 1983-1984 | Atlético de Madrid (10) | FC Barcelone        |
| 1984-1985 | Atlético de Madrid (11) | FC Barcelone        |
| 1985-1986 | FC Barcelone (5)        | Atlético de Madrid  |
| 1986-1987 | Elgorriaga Bidasoa (1)  | FC Barcelone        |
| 1987-1988 | FC Barcelone (6)        | CD Cajamadrid       |
| 1988-1989 | FC Barcelone (7)        | Teka Santander      |
| 1989-1990 | FC Barcelone (8)        | Teka Santander      |

| Saison    | Champion                 | Vice-champion         |
| --------- | ------------------------ | --------------------- |
| 1990-1991 | FC Barcelone (9)         | Teka Santander        |
| 1991-1992 | FC Barcelone (10)        | BM Granollers         |
| 1992-1993 | Teka Santander (1)       | BM Granollers         |
| 1993-1994 | Teka Santander (2)       | Elgorriaga Bidasoa    |
| 1994-1995 | Elgorriaga Bidasoa (2)   | FC Barcelone          |
| 1995-1996 | FC Barcelone (11)        | Teka Santander        |
| 1996-1997 | FC Barcelone (12)        | Prosesa Ademar        |
| 1997-1998 | FC Barcelone (13)        | Portland San Antonio  |
| 1998-1999 | FC Barcelone (14)        | CB Ademar León        |
| 1999-2000 | FC Barcelone (15)        | Portland San Antonio  |
| 2000-2001 | Caja España Ademar (1)   | FC Barcelone          |
| 2001-2002 | Portland San Antonio (1) | FC Barcelone          |
| 2002-2003 | FC Barcelone (16)        | BM Ciudad Real        |
| 2003-2004 | BM Ciudad Real (1)       | FC Barcelone          |
| 2004-2005 | Portland San Antonio (2) | BM Ciudad Real        |
| 2005-2006 | FC Barcelone (17)        | BM Ciudad Real        |
| 2006-2007 | BM Ciudad Real (2)       | Portland San Antonio  |
| 2007-2008 | BM Ciudad Real (3)       | FC Barcelone          |
| 2008-2009 | BM Ciudad Real (4)       | FC Barcelone          |
| 2009-2010 | BM Ciudad Real (5)       | FC Barcelone          |
| 2010-2011 | FC Barcelone (18)        | BM Ciudad Real        |
| 2011-2012 | FC Barcelone (19)        | BM Atlético de Madrid |
| 2012-2013 | FC Barcelone (20)        | BM Atlético de Madrid |
| 2013-2014 | FC Barcelone (21)        | Naturhouse La Rioja   |
| 2014-2015 | FC Barcelone (22)        | Naturhouse La Rioja   |
| 2015-2016 | FC Barcelone (23)        | Naturhouse La Rioja   |
| 2016-2017 | FC Barcelone (24)        | CB Ademar León        |
| 2017-2018 | FC Barcelone (25)        | CB Ademar León        |
| 2018-2019 | FC Barcelone (26)        | CD Bidasoa Irun       |
| 2019-2020 | FC Barcelone (27)        | CB Ademar León        |
| 2020-2021 | FC Barcelone (28)        | CD Bidasoa            |
| 2021-2022 | FC Barcelone (29)        | BM Granollers         |
| 2022-2023 | FC Barcelone (30)        | BM Cuenca             |
| 2023-2024 | FC Barcelone (31)        | CD Bidasoa            |
| 2024-2025 | à venir                  | à venir               |

## Bilans

### Bilan par club
| Rang | Club                      | Titres | Années | Remarque                                        |
| ---- | ------------------------- | ------ | --- | ----------------------------------------------- |
| 1    | FC Barcelone              | 31     | 1969, 1973, 1980, 1982, 1985, 1988, 1989, 1990, 1991, 1992, 1996, 1997, 1998, 1999, 2000, 2003, 2006, 2011, 2012, 2013, 2014, 2015, 2016, 2017, 2018, 2019, 2020, 2021, 2022, 2023, 2024 | 14 titres consécutifs de 2011 à 2024 (en cours) |
| 2    | BM Granollers             | 13     | 1956, 1957, 1958, 1959, 1960, 1961, 1966, 1967, 1968, 1970, 1971, 1972, 1974 | -                                               |
| 3    | Atlético de Madrid        | 11     | 1952, 1954, 1962, 1963, 1964, 1965, 1979, 1981, 1983, 1984, 1985 | Section disparue en 1994                        |
| 4    | BM Ciudad Real            | 5      | 2004, 2007, 2008, 2009, 2010 | Club disparu en 2013                            |
| 5    | CB Calpisa Alicante       | 4      | 1975, 1976, 1977, 1978 | Club disparu en 1993                            |
| 6    | CD Bidasoa Irún           | 2      | 1987, 1995 | -                                               |
| 6    | CB Cantabria Santander    | 2      | 1993, 1994 | Club disparu en 2008                            |
| 6    | SDC San Antonio Pampelune | 2      | 2002, 2005 | Club disparu en 2013                            |
| 9    | Real Madrid BM (es)       | 1      | 1953 | Section disparue en 1959                        |
| 9    | CD Sabadell (es)          | 1      | 1955 | -                                               |
| 9    | CB Ademar León            | 1      | 2001 | -                                               |

### Bilan par entraîneur
Les entraîneurs ayant remporté plus de 3 championnats sont :
| Rang | Entraîneur         | Titres | Club(s)                                                      |
| ---- | ------------------ | ------ | ------------------------------------------------------------ |
| 1    | Valero Rivera      | 12     | FC Barcelone                                                 |
| 2    | Miquel Roca        | 11     | BM Granollers (6), CB Calpisa Alicante (4), FC Barcelone (1) |
| 2    | Xavi Pascual       | 11     | FC Barcelone                                                 |
| 4    | Juan de Dios Román | 6      | Atlético de Madrid (5), BM Ciudad Real (1)                   |
| 5    | Josep Vilà (es)    | 4      | BM Granollers (3), FC Barcelone (1)                          |
| 6    | Talant Dujshebaev  | 3      | BM Ciudad Real                                               |

### Bilan par joueur
Parmi les joueurs ayant remporté plus de 10 championnats, on trouve :
| Rang | Joueur           | Titres | Club(s)                                   | Saisons                                                                |
| ---- | ---------------- | ------ | ----------------------------------------- | ---------------------------------------------------------------------- |
| ?    | Víctor Tomás     | 12     | FC Barcelone                              | 2003, 2006, 2011, 2012, 2013, 2014, 2015, 2016, 2017, 2018, 2019, 2020 |
| ?    | Aitor Ariño      | 12     | FC Barcelone                              | 2013, 2014, 2015, 2016, 2017, 2018, 2019, 2020, 2021, 2022, 2023, 2024 |
| ?    | David Barrufet   | 11     | FC Barcelone                              | 1989, 1990, 1991, 1992, 1996, 1997, 1998, 1999, 2000, 2003, 2006       |
| ?    | Raúl Entrerríos  | 11     | FC Barcelone                              | 2011, 2012, 2013, 2014, 2015, 2016, 2017, 2018, 2019, 2020, 2021       |
| ?    | Cédric Sorhaindo | 11     | FC Barcelone                              | 2011, 2012, 2013, 2014, 2015, 2016, 2017, 2018, 2019, 2020, 2021       |
| ?    | Viran Morros     | 10     | BM Ciudad Real (3) ; FC Barcelone (7)     | 2008, 2009, 2010 ; 2012, 2013, 2014, 2015, 2016, 2017, 2018            |
| ?    | Lorenzo Rico     | 10     | Atlético de Madrid (5) ; FC Barcelone (5) | 1979, 1981, 1983, 1984, 1985 ; 1988, 1989, 1990, 1991, 1992            |
| ?    | Iñaki Urdangarin | 10     | FC Barcelone                              | 1988, 1989, 1990, 1991, 1992, 1996, 1997, 1998, 1999, 2000             |

## Statistiques et récompenses

### Meilleurs joueurs par saison
La désignation du meilleur joueur jusqu'à la 2004-2005 n'est pas connue.
| Saison    | Joueur                      | Équipe                |
| --------- | --------------------------- | --------------------- |
| 2005-2006 | Arpad Šterbik               | BM Ciudad Real        |
| 2006-2007 | Ivano Balić                 | Portland San Antonio  |
| 2007-2008 | Cristian Malmagro           | Portland San Antonio  |
| 2008-2009 | Daniel Sarmiento            | CB Ademar León        |
| 2009-2010 | Julen Aguinagalde           | BM Ciudad Real        |
| 2010-2011 | Danijel Šarić               | FC Barcelone          |
| 2011-2012 | Julen Aguinagalde (2)       | BM Atlético de Madrid |
| 2012-2013 | Julen Aguinagalde (3)       | BM Atlético de Madrid |
| 2013-2014 | Nikola Karabatic            | FC Barcelone          |
| 2013-2014 | Danijel Šarić (2)           | FC Barcelone          |
| 2014-2015 | Nikola Karabatic (2)        | FC Barcelone          |
| 2015-2016 | Adrià Figueras              | BM Granollers         |
| 2016-2017 | Gonzalo Pérez de Vargas     | FC Barcelone          |
| 2017-2018 | Adrià Figueras (2)          | BM Granollers         |
| 2018-2019 | Raúl Entrerríos             | FC Barcelone          |
| 2019-2020 | Jaime Fernández             | CB Ademar León        |
| 2020-2021 | Raúl Entrerríos (2)         | FC Barcelone          |
| 2021-2022 | Dika Mem                    | FC Barcelone          |
| 2022-2023 | Gonzalo Pérez de Vargas (2) | FC Barcelone          |
| 2023-2024 | Carlos Álvarez (de)         | CB Ademar León        |

Les joueurs ayant été récompensé à au moins deux reprises sont :
| Joueur                  | Nombre | Saison                          |
| ----------------------- | ------ | ------------------------------- |
| Julen Aguinagalde       | 3      | 2009-2010, 2011-2012, 2012-2013 |
| Danijel Šarić           | 2      | 2010-2011, 2013-2014            |
| Nikola Karabatic        | 2      | 2013-2014, 2014-2015            |
| Adrià Figueras          | 2      | 2015-2016, 2017-2018            |
| Raúl Entrerríos         | 2      | 2018-2019, 2020-2021            |
| Gonzalo Pérez de Vargas | 2      | 2016-2017, 2022-2023            |

### Meilleurs buteurs (par saison)
Les meilleurs buteurs du championnat saison par saison sont :
| Saison  | Joueur                   | Nationalité        | Equipe               | Buts | Matchs | Moy. |
| ------- | ------------------------ | ------------------ | -------------------- | ---- | ------ | ---- |
| 1990-91 | Zlatko Portner           | Yougoslavie        | FC Barcelone         | 256  | 30     | 8,53 |
| 1991-92 | Valeri Gopine            | Russie             | Puleva Maristas      | 236  | 28     | 8,43 |
| 1992-93 | Valeri Gopine (2)        | Russie             | Puleva Maristas      | 219  | 26     | 8,42 |
| 1993-94 | Václav Lanča             | Rép. tchèque       | BM Guadalajara       | 210  | 31     | 6,77 |
| 1994-95 | Zoran Mikulić            | Croatie            | SD Octavio           | 262  | 29     | 9,03 |
| 1995-96 | Oleg Lvov                | Russie             | SD Octavio           | 229  | 30     | 7,63 |
| 1996-97 | Dragan Škrbić            | RF Yougoslavie     | CB Ademar León       | 243  | 30     | 8,10 |
| 1997-98 | Chechu Villaldea         | Espagne            | Portland San Antonio | 178  | 25     | 7,12 |
| 1998-99 | Andrei Parachtchenko     | Biélorussie        | Cadagua Gáldar       | 195  | 26     | 7,50 |
| 1999-00 | Patrick Cazal            | France             | Elgorriaga Bidasoa   | 166  | 29     | 5,72 |
| 2000-01 | Julio Muñoz              | Espagne            | Cadagua Gáldar       | 169  | 26     | 6,50 |
| 2001-02 | Rafael Dasilva Iglesias  | Espagne            | SD Pontevedra Teucro | 201  | 30     | 6,70 |
| 2002-03 | Bilal Šuman              | Bosnie-Herzégovine | UPV Barakaldo        | 196  | 30     | 6,53 |
| 2003-04 | Julio Fis                | Cuba               | BM Valladolid        | 240  | 30     | 8,00 |
| 2004-05 | Julio Fis (2)            | Cuba               | BM Valladolid        | 271  | 30     | 9,03 |
| 2005-06 | Eric Gull                | Argentine          | BM Valladolid        | 220  | 30     | 7,33 |
| 2006-07 | Davor Čutura             | Serbie             | JD Arrate            | 230  | 30     | 7,67 |
| 2007-08 | Iker Romero              | Espagne            | FC Barcelone         | 197  | 29     | 6,79 |
| 2008-09 | Marko Ćuruvija           | Serbie             | SD Teucro            | 209  | 30     | 6,97 |
| 2009-10 | Josep Masachs            | Espagne            | SD Octavio           | 183  | 30     | 6,10 |
| 2010-11 | Rafael Baena González    | Espagne            | CB Antequera         | 179  | 29     | 6,17 |
| 2011-12 | Jorge Paván              | Cuba               | BM Ciudad Encantada  | 191  | 30     | 6,37 |
| 2012-13 | Alex Dujshebaev          | Espagne            | BM Aragón            | 198  | 29     | 6,83 |
| 2013-14 | José Maria Carrillo      | Espagne            | CB Ademar León       | 179  | 30     | 5,97 |
| 2014-15 | José Antonio Vázquez     | Espagne            | BM Puente Genil      | 216  | 28     | 7,71 |
| 2015-16 | Guillermo Corzo          | Cuba               | BM. Puerto Sagunto   | 199  | 28     | 7,11 |
| 2016-17 | Chema Márquez            | Espagne            | ADC Guadalajara      | 200  | 30     | 6,67 |
| 2017-18 | Chema Márquez (2)        | Espagne            | ADC Guadalajara      | 196  | 30     | 6,53 |
| 2018-19 | Davor Čutura (2)         | Serbie             | SD Teucro            | 200  | 29     | 6,90 |
| 2019-20 | Adrià Figueras           | Espagne            | BM Granollers        | 140  | 19     | 7,37 |
| 2020-21 | Jorge Serrano Villalobos | Espagne            | Atlético Valladolid  | 218  | 34     | 6,41 |
| 2021-22 | Chema Márquez (3)        | Espagne            | BM Granollers        | 207  | 30     | 6,90 |
| 2022-23 | Joaquim Nazaré (de)      | Portugal           | BM Cuenca            | 192  | 30     | 6,40 |
| 2023-24 | Carlos Álvarez (de)      | Espagne            | CB Ademar León       | 200  | 30     | 6,67 |

### Meilleurs buteurs (cumul)
Les meilleurs buteurs de l'histoire du championnat d'Espagne sont, :
| Rang | Joueur                  | Buts | Matchs | Saisons | Moy. | Club(s)                                                                       |
| ---- | ----------------------- | ---- | ------ | ------- | ---- | ----------------------------------------------------------------------------- |
| 1    | Juanín García           | 2685 | 628    | 24      | 4,28 | Ademar León, FC Barcelone, La Rioja, Ademar León                              |
| 2    | Demetrio Lozano         | 1912 | 515    | 20      | 3,71 | Juventud Alcalá, Ademar León, FC Barcelone, PSA Pampelune, BM Aragón          |
| 3    | Fernando Hernández (es) | 1878 | 617    | 23      | 3,04 | BM Valladolid, Ademar León, FC Barcelone, PSA Pampelune, Atlético Valladolid  |
| 4    | Mateo Garralda          | 1834 | 463    | 19      | 3,96 | Granollers, Atl. Madrid, Teka, Barça, PSA Pampelune, Ademar León, Guadalajara |
| 5    | Velimir Rajić (de)      | 1704 | 381    | 15      | 4,47 | CB Atlético de Madrid, SD Teucro, BM Galdar, BM Almería                       |
| 6    | Enric Masip             | 1682 | 332    | 14      | 5,07 | BM Granollers, FC Barcelone                                                   |
| 7    | Davor Čutura            | 1659 | 342    | 12      | 4,85 | SD Teucro, JD Arrate (en), BM Granollers, BM Valladolid                       |
| 8    | Iker Romero             | 1625 | 343    | 14      | 4,74 | BM Valladolid, Ademar León, BM Ciudad Real, FC Barcelone                      |
| 9    | Oleg Lvov (de)          | 1622 | 284    | 11      | 5,71 | SD Octavio Vigo, Ademar León                                                  |
| 10   | Alberto Entrerríos      | 1621 | 398    | 15      | 4,07 | CB Naranco Oviedo, Ademar León, FC Barcelone, BM Ciudad Real                  |

### Nombre de matchs
En décembre 2018, José Javier Hombrados est le premier joueur à atteindre la barre symbolique des 700 matchs de championnat, portant ce total à 770 au terme de sa carrière.
Les joueurs ayant disputé le plus de matchs sont :
| Rang | Joueur                        | Matchs | Saisons | Période   | Poste          |
| ---- | ----------------------------- | ------ | ------- | --------- | -------------- |
| 1    | José Javier Hombrados         | 770    | 29      | 1990-2021 | Gardien de but |
| 2    | Javier Díaz Pérez (es)        | 650    | 23      | 1993-2023 | Gardien de but |
| 3    | Juanín García                 | 628    | 24      | 1997-2019 | Ailier gauche  |
| 4    | Fernando Hernández (es)       | 617    | 23      | 1992-2019 | Ailier droit   |
| 5    | Gurutz Aguinagalde (es)       | 616    | 23      | 1995-2018 | Gardien de but |
| 6    | José Ángel Delgado Ávila (es) | 606    | 22      | 1990-2016 | Arrière gauche |